# Diana Leonard
Diana Mary Leonard, née le 13 décembre 1941 à Port-d'Espagne (Trinité) et morte le 27 novembre 2010 à Londres (Angleterre) est une anthropologue sociale, écrivaine, professeure de sociologue et militante féministe britannique.
De 1998 à 2007, elle est professeure de sociologie à l'Institute of Education (en) de Londres. Elle est ensuite professeure émérite du département de sociologie de l'éducation et du genre.

## Biographie
Diana Mary Leonard naît à Port-d'Espagne dans l'île de Trinité, à Trinité-et-Tobago, le 13 décembre 1941. Fille unique d'un père scientifique et d'une mère enseignante, la famille retourne au Royaume-Uni, après la Seconde Guerre mondiale. Diana Leonard poursuit ses études à Brighton and Hove High School, puis au Girton College de Cambridge, où elle étudie les sciences naturelles et commence à s'intéresser à l'anthropologie sociale. Après avoir obtenu son diplôme en 1961, elle suit une formation et travaille comme professeure de sciences à Clapham de 1964 à 1967.
Elle déménage ensuite à Swansea avec son mari, où elle se retrouve sans emploi. Elle reprend ses études, entreprenant cette fois des études de doctorat à l'Université de Swansea. Poursuivant son intérêt pour l'anthropologie sociale, elle décide d'étudier la cour et le mariage dans le sud du Pays de Galles. Elle obtient son PhD  en 1977 pour sa thèse « Sexe et génération: une étude du processus et du rituel de la cour et du mariage dans une ville du sud du Pays de Galles ». Entre-temps, elle s'engage dans le mouvement de libération des femmes.
Elle participe au projet dirigé par Christine Delphy, à Paris de 1975 à 1977, qui examine la manière dont les femmes sont opprimées dans la sphère domestique, un processus qui encourage et aide à affiner sa critique matérialiste-féministe au sein de la famille. Elle contribue à la rédaction de Trouble and Strife, revue féministe radicale, et cofonde la bibliothèque Feminist Library (anciennement Centre de recherche et de ressources), à Londres, en 1975.
L'année suivante, elle est nommée à un cours de sociologie à l'Institute of Education, qui fait partie de l'Université de Londres où elle créé le Centre de recherche sur l'éducation et le genre, en 1984, qui explore les problèmes auxquels sont confrontées les femmes pendant la scolarité et l'enseignement universitaire. Entre 1980 et 1983, elle est détachée à l'Open University pour superviser la création de son cours d'études féminines. Diana Leonard est nommée en 1998, professeure de sociologie. Elle prend sa retraite en 2007. Elle exerce en tant que professeure émérite. Elle est académicienne de l'Académie des sciences sociales, en 2006. En 2008, elle est membre de la Society for Research in Higher Education,.

### Vie privée
Diana Leonard se marie et divorce en 1981. Elle a trois enfants. Le 27 novembre 2010, elle décède d'un cancer de l'endomètre, à 68 ans.

### Œuvres
- (en) Diana Leonard et Sheila Allen, Sexual Divisions and Society : Process and Change, Routledge, 1976, 298 p. (ISBN 978-1138487550)
- (en) Diana Leonard et Sheila Allen, Dependence and Exploitation in Work and Marriage, Longman, 1976, 265 p. (ISBN 978-0582486744)
- (en) Diana Leonard, Sex and Generation : Study of Courtship and Weddings, Tavistock Publications, 1982, 328 p. (ISBN 978-0422771702)
- (en) Diana Leonard, Sheila Allen et Matthew Santirocco, Sexual Divisions Revisited, Macmillan Publishers, 1991, 198 p. (ISBN 978-0333472545)
- (en) Diana Leonard et Christine Delphy, Familiar Exploitation : A New Analysis of Marriage in Contemporary Western Societies, Polity Press, 1992, 312 p. (ISBN 978-0745609850)

- (en) Diana Leonard et Lisa Adkins, Sex in Question : French Materialist Feminism, Taylor & Francis, 1996, 224 p. (ISBN 978-0748402946)
- (en) Diana Leonard, A Woman's Guide to Doctoral Studies, Open University Press, 2001, 304 p. (ISBN 978-0335202522)